# Marin Pârcălabu
Marin Pârcălabu (ur. 9 stycznia 1952 w Daia) – rumuński zapaśnik walczący w stylu wolnym. Dwukrotny olimpijczyk. Piąty w Montrealu 1976 i odpadł w eliminacjach turnieju w Moskwie 1980. Startował w kategorii 74 kg.
Szósty na mistrzostwach świata w 1975. Srebrny medalista mistrzostw Europy w 1976 i 1978 roku.
- Turniej w Montrealu 1976

Pokonał Brytyjczyka Keitha Hawarda, Mihalego Toma z Węgier i Jarmo Övermarka z Finlandii. Przegrał z Rusłanem Aszuralijewem z ZSRR i Jiichirō Date z Japonii.
- Turniej w Moskwie 1980

Wygrał z Bartholomäusem Brötznerem z Austrii, a przegrał z Riccardo Niccolinim z Włoch i Dżamcynem Dawaadżawem z Mongolii.